# 拉利亚戈斯塔
拉利亚戈斯塔，是西班牙加泰罗尼亚巴塞罗那省的一个市镇，距离巴塞罗那16公里。总面积3平方公里，总人口13447人（2013年），人口密度4467人/平方公里。